# XCIV Liceum Ogólnokształcące im. gen. Stanisława Maczka w Warszawie

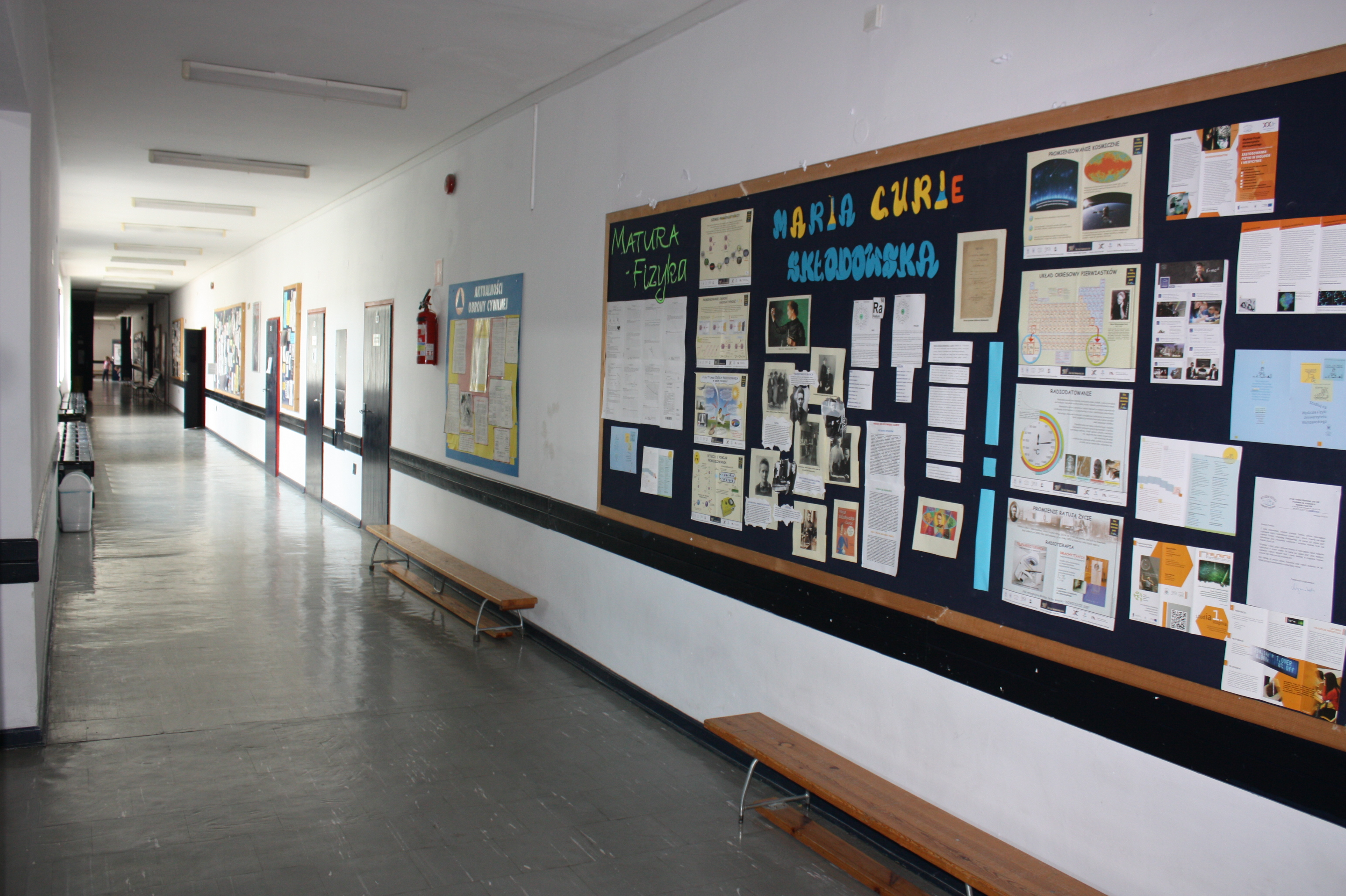
Jeden z korytarzy liceum

XCIV Liceum Ogólnokształcące im. gen. Stanisława Maczka w Warszawie – liceum ogólnokształcące znajdujące się przy ulicy Gwiaździstej 35 w dzielnicy Bielany w Warszawie.

## Historia
W 1995 szkoła rozpoczęła swoją działalność. W roku szkolnym 1997/1998 miała miejsce inauguracja cyklu turniejów tenisa stołowego. Pierwsi maturzyści opuścili mury liceum w 1999. W 2000 nadano imię szkole i przekazano sztandar. Od tego czasu szkoła utrzymuje stały kontakt z żołnierzami I Dywizji Pancernej.
1 marca 2001 liceum gościło kardynała Józefa Glempa. 
W 2002 nastąpiło otwarcie hali sportowej, której nadano imię Romy i Zygmunta Olesiewiczów. W 2003 odsłonięto tablicę ku czci gen. Stanisława Maczka. 11 października 2005 szkoła obchodziła swoje 10-lecie. 14 października 2009 miały miejsce obchody 100. rocznicy dnia filmu polskiego. W 2010 w szkole obchodzono 200. rocznicę urodzin Fryderyka Chopina m.in. wraz z koncertem Krzysztofa Moskalewicza – maturzysty z klasy IIIA. 
W budynku szkoły w latach 2013, 2014 i 2015 mieścił się sztab Finału WOŚP.

## Dyrektorzy
- 1995–1999 – Bogdan Madej
- 1999–2009 – Ewa Maniszewska
- 2009–2024 – Anna Pawłowska
- Od 2024 – Marcin Brzostek

## Absolwenci (m.in.)
- Krzysztof Chodorowski (matura 2011)[1][2] – aktor.
- Krzysztof Moskalewicz (matura 2010)[3] – pianista.